# Jerry Brudos
Jerome (Jerry) Henry Brudos (Webster, 31 januari 1939 – Salem, 28 maart 2006) was een Amerikaans seriemoordenaar en necrofiel die tot driemaal levenslang werd veroordeeld voor de moord op drie vrouwen. Hij staat te boek als de The Lust Killer en de Shoe Fetish Slayer.

## Bijnaam
Brudos had van jongs af aan een fetisj voor damesschoenen. Als tiener beroofde hij daardoor al op gewelddadige wijze vrouwen van hun schoenen. Op zijn 17e werd op de psychiatrische afdeling van het Oregon State Hospital vastgesteld dat zijn seksuele fantasieën voortkwamen uit haat voor zijn moeder en uit wraakgevoel op vrouwen in het algemeen. Op dat moment verwachtten de doktoren dat hij daar wel overheen zou groeien.

## Misdaden
In de loop van 1968 en 1969 vermoordde Brudos – verkleed als vrouw – vier vrouwen met bruut geweld en verwurging, nadat een eerdere poging daartoe op Sharon Wood (24) al mislukt was. In de jaren daarvoor stal hij veelvuldig vrouwenondergoed op nachtelijke rooftochten, maar nu ging hij over tot geweld. Hij bewaarde delen van de lijken in de garage van zijn huis in Salem, zoals een voet en afgesneden borsten. De rest dumpte hij in de Long Tom River, bij Corvallis, waar een visser de lichamen later in ontbinding aantrof. Na een moordpartij speelde en bedreef Brudos seks met de lichamen.

## Opsporing en veroordeling
Brudos liep tegen de lamp door een tweede afspraakje te maken met een meisje van Oregon State University dat na hun eerste afspraak contact had gehad met de politie. Toen Brudos weer belde, lichtte ze de politie daarover in, die hem vervolgens schaduwde en vijf dagen later oppakte. Na zijn arrestatie bekende hij vier moorden en werd aan drie ervan bewezen schuldig bevonden. Brudos bekende daarnaast verschillende pogingen om meer slachtoffers te maken. In zijn huis werden onder meer foto's gevonden van de verkleedpartijen die hij had gehouden met de lichamen van zijn slachtoffers en een grote verzameling vrouwenkledingstukken. Tot aan zijn dood in 2006 zat Brudos driemaal levenslang uit.

## Slachtoffers
- Linda Slawson (19) - Verdween 'in het niets' in Portland op 26 januari 1968 tijdens werkzaamheden als colporteur. Brudos bewaarde haar voet om schoenen op te passen en foto's te maken totdat die te ver verrot raakte en hij die weggooide. Hij werd nooit veroordeeld voor deze moord, omdat Slawsons lichaam nooit gevonden was.
- Jan Whitney (23) - Verdween op 26 november 1968 in Albany op weg naar huis. Brudos bewaarde haar rechterborst om daar een mal voor presse-papiers mee te maken (wat mislukte).
- Karen Sprinker (19) - Verdween op 27 maart 1969 voor de deur van een restaurant waar ze met haar moeder had afgesproken. Haar auto stond er wel, maar leeg. Een voorbijganger had wel een vreemd aandoende travestiet opgemerkt in haar buurt. Brudos sneed haar beide borsten af.
- Linda Salee (22) - Verdween vier weken later uit een winkelcentrum. Haar vriend sloeg alarm toen ze 's avonds niet op kwam dagen op een afspraak. Brudos dwong haar met een valse politie-identificatie mee te komen op verdenking van winkeldiefstal. Hij had haar lijk proberen 'te laten dansen' door stroomdraden in haar te steken en die onder spanning te zetten.